# Get It Started
"Get It Started" é uma canção gravada pelo rapper norte-americano Pitbull, para seu sétimo álbum de estúdio, Global Warming. Foi lançado em 28 de junho de 2012, como o segundo single do álbum pela RCA Records.
A canção apresenta vocais convidados da artista musical colombiana Shakira, marcando a terceira vez que colaboraram em uma música juntos, sendo os outros um remix oficial para a versão espanhola de "Did It Again", "Lo Hecho Está Hecho" e a versão inglesa de "Rabiosa". Os artistas co-escreveram a música com seus produtores, DJ Buddha, Sidney Samson, Marc Kinchen, Develop, com escrita adicional de Durrell "Tank" Babbs e Kris Stephens. É uma música dance-pop, que "combina versos de dança, up-tempo com um refrão pop-down, que é mais lento e com piano".

## Antecedentes e lançamento
Pitbull e Shakira primeiro colaboraram um com o outro em 2010 a partir de seu sétimo álbum de estúdio Sale el Sol (2010), Shakira recrutou Pitbull para co-escrever as versões inglesa e espanhola das músicas "Loca" e "Rabiosa". Pitbull aparece na versão inglesa deste último.
Em junho de 2011, Pitbull revelou que ele havia convidado Shakira, para aparecer em seu single "Give Me Everything". Shakira recusou sua oferta, citando questões pessoais, mas afirmou que ela estaria aberta a colaboração com ele no futuro, mas "não agora". Pitbull então enviou o verso que seria de Shakira para Ne-Yo, que gravou. Pitbull então estendeu a mão para Shakira mais uma vez, afirmando que: "Eu acho que isso realmente vai ser um monstro, eu adoraria fazer parte disso, se não tudo bem". Ela recusou o segundo verso oferecido a ela, que acabou sendo dado a Nayer.
Em 7 de outubro de 2011, o RCA Music Group anunciou que estava dissolvendo a J Records, junto com Arista Records e Jive Records. Com o desligamento, Pitbull (e todos os outros artistas anteriormente assinados com esses três rótulos) lançaram seu material futuro na marca RCA Records brand. Pitbull revelou em março de 2012 que ele e Shakira gravaram uma nova música juntos. Afirmei que a canção era "acompanhar o que passamos com os "Men in Black"." Concluí dizendo: "Estou ansioso para qualquer coisa que eu tenha a fazer com Shakira". Shakira gravou seus vocais para a música em Barcelona, enquanto Pitbull a gravou na República Dominicana. A música foi vazada on-line em 25 de junho de 2012.
Pitbull cantou a canção durante o MDA Show of Strength em 2 de setembro de 2012, com imagens de vídeo de Shakira em segundo plano.

## Composição
"Get It Started" é uma canção dance-pop e Eurodance, com uma duração de quatro minutos e cinco segundos. Foi escrito por Pitbull, Bigram Zayas, Durrell Babbs, Kris Stephens, Marc Kinchen, Sidney Samson, Urals Vargas e Shakira, e produzido por DJ Buddha, Marc Kinchen, Develop e Sidney Samso. A composição da música "combina um ritmo de dança up-tempo, com um refrão pop-down, dirigido por piano",, com "um sintetizador instrumental, que apoia os versos de alta energia do heavyweight rap-latino". Depois de cada refrão, há um ritmo de eurodance.

## Videoclipe
O videoclipe foi lançado pela primeira vez no canal oficial do VEVO de Pitbull, em 2 de agosto de 2012 e foi dirigido por David Rosseau. Shakira filmou sua parte do vídeo em Barcelona, na Espanha, enquanto Pitbull, filmou sua parte em Madri, na Espanha. O videoclipe tem cenas que cortaram entre os dois e os tem separadamente em cima de uma torre do relógio. Depois da linha "não comece o que você não pode terminar", é mostrado Pitbull dirigindo muito rápido no trânsito antes que o outro, onde ele está no palco cantando a música. O clipe recebeu mais de 76 milhões de visualizações.

## Formatos e faixas
Digital download
1. "Get It Started" (feat. Shakira) – 4:05
2. "Back in Time" (Play-n-Skillz Remix) - 3:38

CD single
1. "Get It Started" (feat. Shakira) – 4:06
2. "I Like How It Feels" (feat. Enrique Iglesias and Afrojack) – 3:37